# 전희

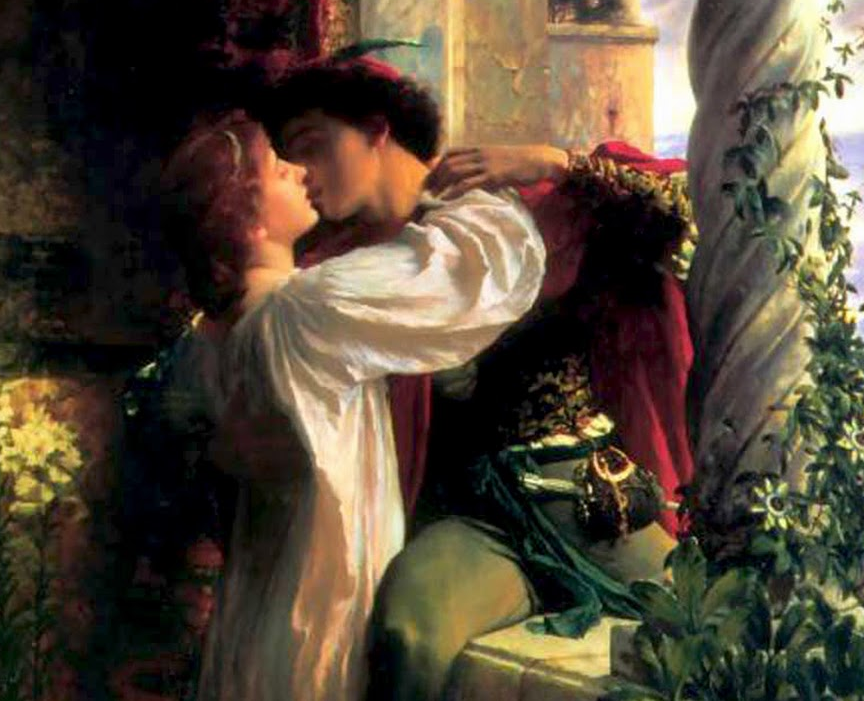
"로미오와 줄리엣", 프랑스 화가 프랭크 딕시에 의한 그림.

전희(前戲, foreplay)는 성행위의 일부를 이루는 행위이다.

## 개요
일반적으로는 애무를 통해 차분하게 여성의 성감을 높이고, 그 후 정중한 전희로 강하게 여성의 성감을 높인 후에 성교를 행한다. 전희를 확실히 함으로서 남녀 모두 흥분도가 높아지고 여성기에서는 애액이 분비되어 자연스럽게 질구가 열리기 쉬워지며 남성기의 수락 태세가 갖추어진다. 충분한 전희를 하지 않은 상태에서의 성교는 여성에게는 견디기 어려운 고통이 되고, 상대에 따라서는 성기가 손상될 수도 있다.
성교후 행해지는 성행위를 후희라고 부르지만 각종 조사에 따르면 전희만큼 의식적으로 이뤄지지 않고 있는 것으로 알려졌다. 그러나 무의식적인 행해지는 후희의 사례는 많다. 주로 포옹이나 성감대 자극을 수반하지 않는 애무 등의 행동을 보인다. 이들은 인간의 성행위가 번식활동 뿐만 아니라 커뮤니케이션 수단으로서 행해지고 있기 때문으로 여겨진다.
성교를 생략하는 페팅의 경우 전희로 오르가즘에 이른 뒤 후희에 들어간다.

## 순서

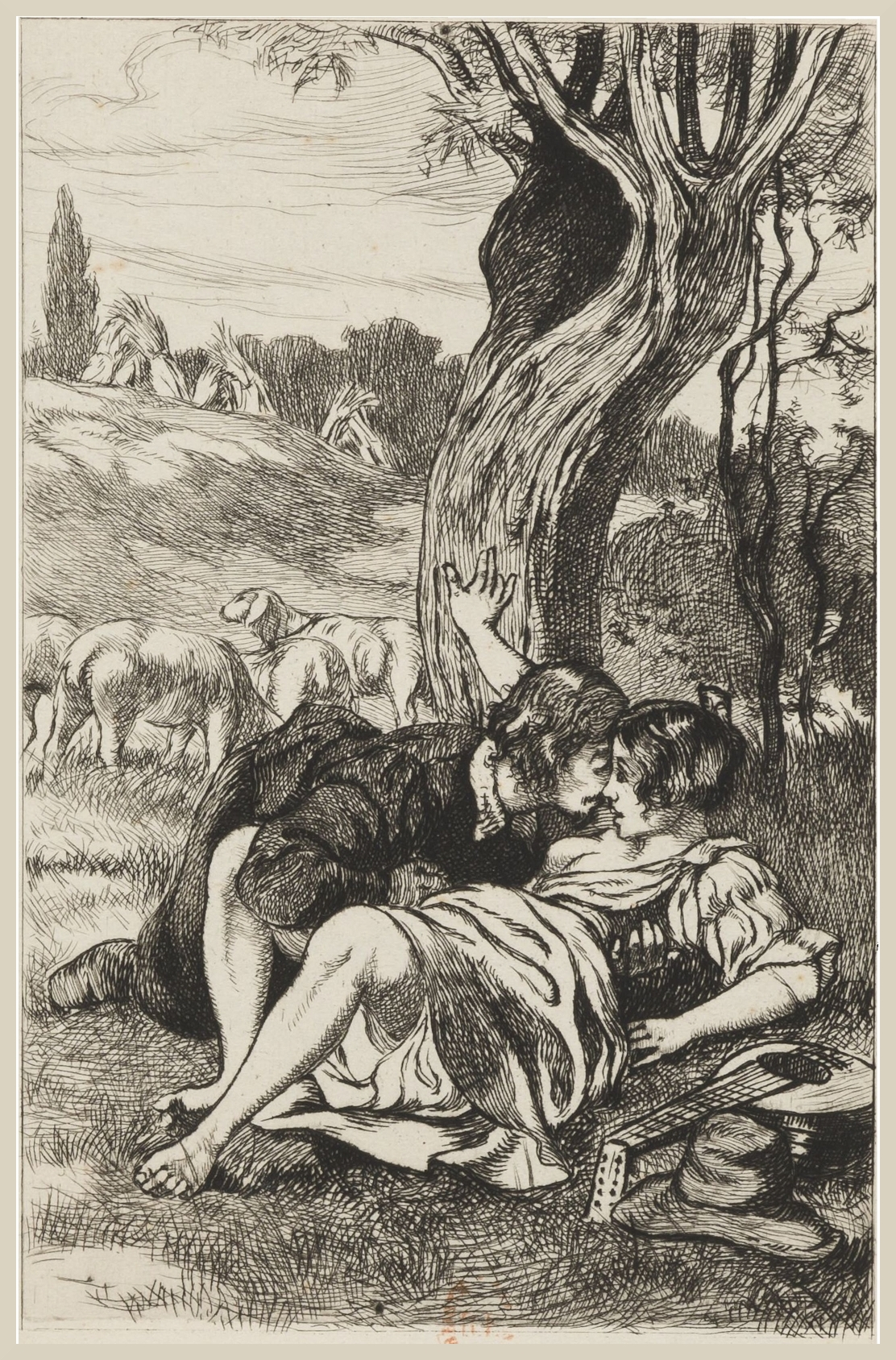
옥외에서 애무하는 한 연인, 프랑스 화가 마틴 반 마엘에 의한 그림.

남녀의 성교 전 행해지는 전희는 기본적으로 "키스―가슴 애무―커닐링구스"의 순서로 진행된다. 물론 목덜미 애무, 등 애무, 엉덩이 애무, 다리 애무 등도 사이사이 포함될 수 있다. 전희가 진행되는 동안 남녀는 서로의 얼굴 변화를 감지하고 서로의 마음이 통하는 지의 여부를 평가하는 데 능숙해야 한다. 여성 측의 안색에 변화가 있으면 그 모습에서 흥미 여부를 파악할 수 있다.
전희는 때론 반전적인 순서도 필요하다. 미국의 임상섹스학자인 패티 브리톤 박사는 "여자는 다음 동작이 무엇인지 알고 있을 때 섹스를 진정으로 즐길 수 없게 된다"라고 말한 적이 있다. 즉, "키스―가슴 애무―커닐링구스―성교"라고 하는, 전희에서 성교로 이어지는 일반적인 공식의 과정도 예상을 빗나가거나 반전이 있어야 한다는 말이다. 이를 위해 가장 좋은 방법은 전희 과정에서의 순서를 바꾸는 것이다. "키스―가슴 애무―커닐링구스"라고 하는 순서는 너무 일반적이기 때문에 가끔은 키스와 가슴 애무를 뒤로 미루고 커닐링구스부터 먼저 시작하는 것이다. 여성의 치마를 벗기지 않고 그냥 팬티만을 내린 채, 혹은 팬티를 옆으로 제껴서 갑작스럽게 커닐링구스를 하면 여성을 더욱 흥분시킬 수 있다. 또 다른 반전적인 순서로는 누워 있는 여성의 몸 위에서 얼굴에서 하체까지 오르내리며 키스와 커닐링구스를 번갈아 반복하는 것이다. 이 때 커닐링구스는 되도록 길게 행하며 키스는 잠깐 쉬어간다는 느낌으로 하면 좋다. 또 이미 전희를 마친 뒤 성교를 진행하고 있는 상황이라도 해도 피스톤 운동을 하는 도중에 잠깐 멈추고 커닐링구스를 한 뒤 다시 피스톤 운동을 할 수도 있다.

### 키스

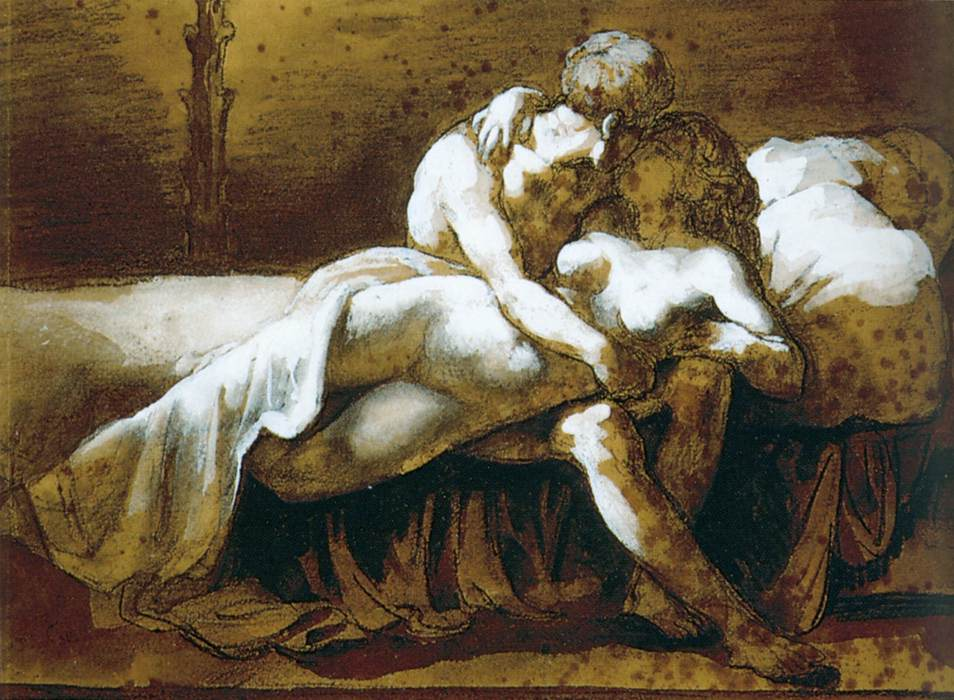
"키스", 프랑스 화가 테오도르 제리코의 미술 작품

키스를 할 때 제일 흥분한다는 여성들이 매우 많다. 그만큼 여성에게 입술 애무는 중요한 의미를 갖는다. 여성 중 80~90% 정도는 키스를 잘 하는 남자가 섹스도 잘할 것이라고 생각한다. 키스를 할 때에는 키스를 음미하는 듯한 마음으로 하는 것이 좋다. 키스는 사랑을 나누는 것보다 어려울 수 있다. 특히 중년의 경우 많은 여성들이 간신히 사랑을 나눌수는 있지만 상대방과의 키스, 특히 혀를 휘저어 입술을 비비는 프렌치 키스를 참지 못하는 여자들이 적지 않다. 독창적인 키스는 파트너를 끌어들이는 필수 요소 중 하나이다. 보통은 남성의 입술이 여성의 아랫 입술을 물고, 여성의 입술이 남성의 윗입술을 문다. 이후 남녀가 동시에 서로의 입술을 빨면 서로는 자신도 모르게 상대방의 침을 빨아들이게 되고, 자연스럽게 상대방의 혀가 부드럽게 선택된다. 입술, 혀, 치아, 뺨, 귀, 눈꺼풀은 모두 입술이 머물러 있을 수 있는 부분이다.

### 가슴 애무

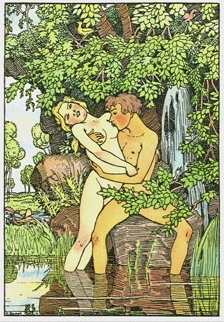
옥외에서 애무하는 한 연인, 러시아 화가 콘스탄틴 소모프에 의한 그림.

유방의 자극에 대한 여성의 반응은 제각각 다르며, 남성의 기교와도 관련이 있다. 다수의 여성들은 가슴 접촉을 전유물로 여기고 성결한 것으로 간주하며 특정한 대상과 상황을 가져야 한다. 일부 신중한 여성들은 자신의 나체에 깊은 수치심을 느끼거나 가슴 주변의 애무를 거부하는 경우가 많다.
유방을 애무할 때에는 곧바로 유두를 만지지 말고 겨드랑이 아래쪽부터 가운데 쪽으로 유방을 들어 올리듯이 부드럽게 주무른다. 유두는 자극하지 말고 만질듯 말듯 애태우는 애무를 한다. 시간이 지나면 여성은 유두 애무에 대한 기대감이 높아지고 자극을 받을 때 쾌감이 더 커진다. 유두는 매우 민감한 부분이므로 절대로 강하게 자극하지 않는다. 가장 민감한 유두 끝은 손끝을 가져다 대듯이 자극한다. 엄지와 중지로 유두를 집고 가볍게 돌리면서 검지로 가볍게 자극한다. 유두를 살짝 잡아당기며 좌우로 조금씩 흔들거나 가볍게 비틀거나 검지 또는 중지를 유방 속으로 가볍게 밀어 넣듯이 자극하는 것도 좋다. 입으로 애무할 때에는 유두 주위의 유륜 부분을 원을 그리듯이 핥는다. 그 다음은 본격적으로 혀를 뾰족하게 만들어서 유두 끝을 살짝살짝 핥는다. 그 다음은 전체적으로 핥거나 가볍게 깨물어 본다. 빠는 것 보다 누르거나 좌우로 흔드는 방법이 보다 효과적이다.
연구 결과에 의하면 큰 가슴을 가진 여성은 작은 가슴을 가진 여성에 비해 4분의 1정도 자극에 둔감하다. 큰 가슴의 경우 지방층이 많기 때문에 지방층이 다소 약화되어 있는 가슴 옆구리의 아래쪽, 그리고 그 주변을 노리는 것이 좋다. 작은 가슴의 경우 지방층이 적기 때문에 어느 곳을 공략하든지 기대 이상의 효과를 얻을 수 있다. 남성은 보통 큰 가슴의 여성을 좋아하는 것으로 알려져 있지만, 반드시 그런 것은 아니며 작은 가슴의 여성을 좋아하는 남성도 있다. 자극의 정도라는 측면에서 봤을 때 여성의 큰 가슴은 그리 자랑할 만한 것이 아니다. 유두의 경우 큰 여성은 그만큼 신경세포가 몰려있어서 세게  깨물거나 했을 때 아플 수 있기 때문에 부드럽게 다루는 것이 좋고, 작은 여성은 유두를 둘러싸고 있는 유륜을 혀로 감싸면서 애무해주는 것이 좋다.

### 커닐링구스

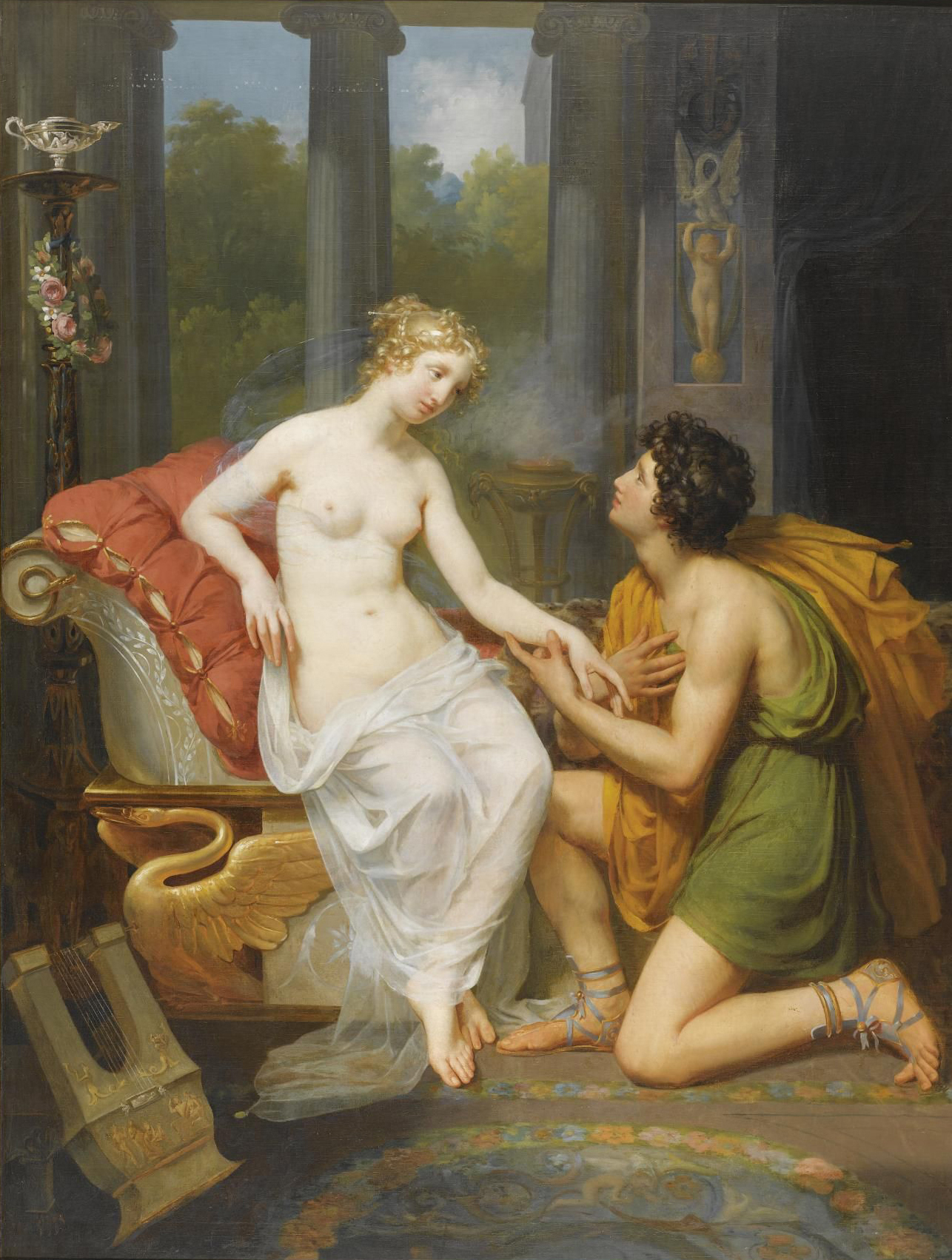
"헬렌과 파리스", 샤를 메이니에 의한 그림.

연구결과에 의하면 성교 중에 오르가슴을 느끼는 여성은 약 30%에 불과하다. 여성이 오르가슴에 도달할 확률을 증가시키는 것은 성교 전 행해지는 전희이며, 특히 남성의 구강으로 여성 성기를 애무하는 커닐링구스는 가장 중요한 전희의 과정으로 임신 확률을 훨씬 높이기까지 한다. 일반적으로 여성의 클라이막스를 위해 남성은 45분 이상의 커닐링구스를 수행해야 한다. 같은 여성이라도 클라이막스까지 걸리는 시간은 그녀의 마음에 무엇이 있고 어떻게 달궈져 있는지에 따라 달라질 수 있다. 어떤 여성들은 10분 내에 클라이막스를 경험하는 경우도 있다. 커닐링구스 이후 행해지는 성교의 평균 시간은 5분에서 17분 정도 된다. 오르가슴을 억제하는 약을 복용하고 있지 않는 한, 자위하는 데 걸리는 시간만큼 오래 걸리지 않는다.
커닐링구스는 여성에게 물리적인 쾌감과 동시에 상상을 일으키게 함으로써 성교 욕구를 높여 정신적인 쾌감을 줄 수 있다. 대부분의 여성들은 자신의 성기에 남성의 손이나 성기보다 입으로 접촉, 자극하는 것에 더 온화하고 좋은 느낌을 받는다. 먼저 남성은 여성의 사타구니를 쓰다듬거나 팬티 위로 솟아오른 둔덕을 어루만지는 등 기대감을 점점 높이면서 팬티를 벗기고 여성의 다리 사이에 얼굴을 묻는다(동시에 남성은 여성의 두 다리를 자신의 양 어깨 위에 걸쳐도 좋고 두 팔을 이용, 여성의 배 위와 가슴 등을 어루만져도 좋다). 그리고 생식기가 한 줄로 있는 선의 가장 바깥쪽 부위인 대음순을 입술로 부드럽게 스치듯이 애무한다. 대음순을 애무한 다음에는 소음순을 애무한다. 질 내부처럼 부드러운 소음순은 스치듯이 미끄러지듯 애무해야 한다. 소음순을 애무하면서 요도와 질입구도 스치는 느낌으로 핥는다. 그 다음은 질입구를 찾아 혀끝을 조심스럽게 밀어넣는다. 질에서 가장 민감한 부위는 입구에서 5cm 이내의 부분이다. 이 부위를 혀로 빙 둘러가며 애무한다. 그 다음은 클리토리스를 애무한다. 클리토리스는 자극을 받으면 1.5배정도 부풀어 오른다. 오르가슴으로 가면 다시 포피 속으로 숨어버린다. 클리토리스를 핥을 때는 질구의 아래쪽 주변부터 핥아 올라가는 것이 좋다. 바로 여성의 애액을 이용할 수 있기 때문이다. 클리토리스의 포피와 머리 부분을 완급을 조절하며 핥고 상황에 따라 가볍게 빨아먹는 것은 여성을 더욱 흥분시킨다. 주의할 점은 억지로 클리토리스 포피를 벗기려 하지 않아야 한다는 것이다. 민감한 클리토리스는 억지로 포피를 벗겨서 자극을 줄 경우 자극이 너무 강해서 통증만 유발할 수 있다. 클리토리스는 포피를 벗기지 않은 상태에서 자극해도 충분히 쾌감을 느낄 수 있다.

## 기능 및 효과

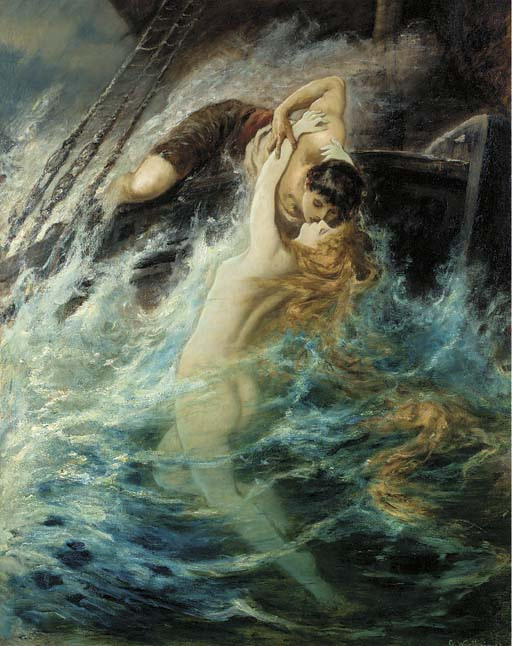
"세이렌의 키스", 오스트리아 화가 구스타프 베르트하이머의 미술 작품

심리적으로 전희는 억압을 줄이고 파트너의 정서적인 편안함을 증가시킨다. 육체적으로는 여성의 경우 키스나 가슴애무, 커닐링구스 같은 전희로 클리토리스의 발기로 이어지는 과정에서 도움을 주고 질의 이완, 확장 및 윤활을 촉진하여 남성 성기의 침투가 편안하게 진행되도록 한다. 남성 또한 여성을 애무하는 과정에서 정신적인 자극으로 성적 흥분이 고조되고 음경의 발기 시간도 지속되는 효과를 가져와 여성의 질로의 침투 준비를 마치게 된다.
전희는 오르가슴의 전조로 여겨지지만, 반드시 침투 준비의 전조가 되는 것은 아니다. 남성의 음경이 여성의 질에 침투하지 않고도 여성이 오르가슴을 일으킬 수 있는 성적 활동으로는 애무와 키스, 자극적인 영역의 자극, 휴식과 몸의 이완을 촉진하는 마사지, 감각적인 의미의 콘텐츠 및 춤과 같은 관능적인 게임, 에로틱한 콘텐츠 환상과 같은 섹스 게임, 에로틱한 자극의 형태로 행하는 자위, 커닐링구스와 같은 에로틱한 자극 등이 있다.

## 동물의 예
인간을 제외한 동물의 경우에는 보노보를 제외하면 커뮤니케이션 수단으로서의 역할을 가지지 않지만, 그래도 전희에 해당하는 행동 양식을 볼 수 있다. 그것들은 주로 구애 행동과 지속적으로 행해지는 것이 일반적이지만, 친밀한 예로서는 다음과 같은 양식을 들 수 있다.

### 고양이
고양이는 구애 활동 단계에서 교미 전에 몸을 마주치는 등의 행위를 하는 경우가 있다. 이는 친애의 정을 나타내는 행동양식과도 흡사하기 때문에 이와 같다고 생각되지만, 이로 인해 서로의 체취를 서로 갖는 행위라고도 볼 수 있다. 또 수컷은 교미 직전에 암컷의 목덜미를 무는데, 이는 암컷이 이미 행위를 허가했을 경우에만 허용되는 행위로, 그렇지 않은 경우 돌아선 암컷에게 수컷은 얼굴을 긁힌다. 또한 암컷은 수컷에게 목덜미를 강하게 무는 것을 허가함으로서 교미의 체제에 들어간다.

### 햄스터
햄스터는 교미 전에 성기의 삽입을 용이하게 하기 위해 수컷이 암컷의 성기를 핥는 동작을 한다.

## 같이 보기
- 포옹
- 애무
- 성교
- 후희